# 分音符
在语言学中，分音符（；◌̈）用來表示两个相邻元音的讀音應讀作两个单独的元音而不是双元音時使用。比如前两个元音的联合（也可以是拼写的合写，或日期的合写）。外觀與元音變化符號相同，都是字母上方的兩個點，但意義不同。相反的现象称为元音省略。

## 詞源
分音符（diaeresis）一词来自希腊语名詞 (diairesis)（来自动词diairein，即区分，分开之意。

## 拼字法
分音符可能来自法语的trema，是区别发音符号的名称（¨）。它的作用是分离两个元音，出現於Noël、naïve和Zoë等（外觀跟umlaut一样变音成一个单一的元音，正如德语的schön）。
音位学中的分音符有时迎來表示其他的区别发音符号，如西班牙语和葡萄牙语中的锐音符，比如葡萄牙语中saia [ˈsai̯ɐ◌̈裙子”和saía [saˈiɐ]“我常离开”（巴西发音）之間的差別。

## 注解
1. ↑  Bringhurst, p 306.